# 40 Dayz & 40 Nightz
40 Dayz & 40 Nightz je Xzibitov drugi studijski album koji je objavljen 25. kolovoza 1998. godine. Album sadrži četiri singla "What U See Is What U Get", "Los Angeles Times", "3 Card Molly" i "Pussy Pop".

## Popis pjesama
|     | Naziv                                  | Tekstopisci                                             | Producent(i)                  | Izvođač(i)                       | Trajanje |
| --- | -------------------------------------- | ------------------------------------------------------- | ----------------------------- | -------------------------------- | -------- |
| 1.  | "The Last Night (Intro)"               |                                                         | Sir Jinx                      | *Interlude*                      | 1:03     |
| 2.  | "Chamber Music"                        | A. Joiner, T. Wheaton, J. Rogers                        | Sir Jinx                      | Xzibit                           | 4:21     |
| 3.  | "3 Card Molly"                         | A. Joiner, J. Austin, R. Gibson, S. Anderson            | Bud'da                        | Ras Kass, Saafir, Xzibit         | 3:54     |
| 4.  | "What U See Is What U Get"             | A. Joiner, J. West                                      | Jesse West                    | Xzibit                           | 5:08     |
| 5.  | "Handle Your Business"                 | A. Joiner, E. Banks, D. Johnson, Haynes                 | DJ Pen One, Thayod Ausar      | Defari, Xzibit                   | 4:14     |
| 6.  | "Nobody Sound Like Me"                 | A. Joiner, Lawrence, Sawyer, Taylor, Ware               | A Kid Called Roots            | Montageone, Xzibit               | 3:36     |
| 7.  | "Pussy Pop"                            | A. Joiner, E. Brooks, R. Diggs, J. Savage               | Priest "Soopafly" Brooks      | Jayo Felony, Method Man, Xzibit  | 3:18     |
| 8.  | "Chronic Keeping 101"                  |                                                         | Sir Jinx                      | *Interlude*                      | 2:00     |
| 9.  | "Shroomz"                              | A. Joiner, T. Wheaton                                   | Sir Jinx                      | Xzibit                           | 3:00     |
| 10. | "Focus"                                | A. Joiner, C. Taylor                                    | Chris "The Glove" Taylor      | Xzibit                           | 3:30     |
| 11. | "Jason (48 Months Interlude)"          |                                                         | Sir Jinx                      | *Interlude*                      | 1:26     |
| 12. | "Deeper"                               | A. Joiner, S. Anderson                                  | Bud'da                        | Xzibit                           | 2:57     |
| 13. | "Los Angeles Times"                    | A. Joiner, M. Bradford                                  | Mel-Man                       | Xzibit                           | 4:23     |
| 14  | "Inside Job"                           | A. Joiner, T. Wheaton                                   | Sir Jinx, Pokets, Dr. Dre     | Xzibit                           | 3:09     |
| 15. | "Let It Rain"                          | A. Joiner, R. McBride, J. Robinson, R. Smith, E. Brooks | Tha Alkaholiks                | King Tee, Tha Alkaholiks, Xzibit | 5:33     |
| 16. | "Recycled Assassins"                   | A. Joiner, Taylor, James                                | Montageone                    | Xzibit, Montageone               | 4:13     |
| 17. | "Outro"                                |                                                         | Sir Jinx, Nathaniel D. Joiner | *Interlude*                      | 1:16     |
| 18. | "Don't Let The Money Make You (Bonus)" | A. Joiner, R. McBride,P. Brooks                         | Sir Jinx                      | Xzibit, King Tee, Soopafly       | 5:19     |

## Uzorci
Three Card Molly
- "The Windmills of Your Mind" od Petula Clark

Shroomz
- "Funky Worm" od The Ohio Players

## Album na top listama
| Godina | Album               | Pozicija na top listama | Pozicija na top listama | Pozicija na top listama |
| Godina | Album               | Billboard 200           | Top R&B/Hip Hop Albums  |                         |
| 1998.  | 40 Dayz & 40 Nightz | #58                     | #14                     |                         |

## Singlovi na top listama
| Godina | Pjesma                     | Pozicija na top listama | Pozicija na top listama          | Pozicija na top listama |
| Godina | Pjesma                     | Billboard Hot 100       | Hot R&B/Hip-Hop Singles & Tracks | Hot Rap Singles         |
| 1998.  | "What U See Is What U Get" | #50                     | #34                              | #3                      |